# Gaztelua
Gaztelua es un barrio rural del municipio de Abadiano, en la provincia de Vizcaya, en el País Vasco (España). Tiene 111 habitantes. Se ubica en la parte este del municipio lindando con Berriz y Elorrio extendiéndose por la ladera sur del cordal formado por el  monte Gaztelumendi  (monte del castillo en castellano), también llamado Anbotobitxi, de 305 metros de altitud  y Loizarte o Laupagoeta de  309 metros de altitud.
El valle es atravesado por la autopista de Guerediaga-Elorrio N-636, que lo cruza mediante un complejo formado por tres túneles, dos de ellos naturales unidos por uno artificial. La sierra de Amboto hace de telón de fondo al paisaje del barrio.

## Patrimonio
Gaztelua cuenta con un patrimonio eminentemente rural, destaca la colección de caseríos de los siglos XVI y XVII. Destaca la ermita de San Martín Papa en la que hay constancia de la existencia de un necrópolis. se trata de una pequeña y simple construcción dedicada a la San Martín muy reformada. Es un edificio en mampostería rodeado por un porche que cubre la fachada principal y este. En la fachada principal se abre la puerta de entrada y dos grandes ventanas. Se ha hallado una piedra con una inscripción datada  entre los siglo IX y XI que  da testimonio de su utilización como necrópolis. A finales del siglo XIX Emil Hübner en su obra Inscriptiones Hispaniae Christianae hace referencia a a una lápida con inscripciones que había en esta ermita, también hay testimonios de unos sepulcros que se extraviaron hacía 1897, cuando por motivo de las Fiestas Eúsqueras fueron trasladados a Guipúzcoa y de la existencia de tres o cuatro estelas discoideas y una piedra con inscripciones que se usaban en una lavadero próximo a la ermita. A unos 100 metros al noroeste de la ermita, en el campo llamado "Leixarreta" se hallaron, en la primera mitad del siglo XX, restos de enterramientos. El templo de San Martín cuenta con su propia leyenda que asegura que esconde un tesoro.
La inscripción existente tiene el siguiente texto en tres líneas "INUICIU NEEGOM INDEINO" que corresponde a una introducción habitual "IN DEI NO(MI) NE EGO" y el nombre del difunto "MINUICIU". El epígrafe tiene de excepcionalidad que su lectura debe hacerse desde la línea inferior.